# 宇部本線料金所
宇部本線料金所（うべほんせんりょうきんじょ）は、山陽自動車道（宇部下関線）にある本線料金所である。

## 概要
宇部IC東側に隣接した場所に設置されている。山陽自動車道宇部下関線の開通以来、宇部JCT-宇部IC間の通行料金収受は、山口宇部道路（山口宇部有料道路）との一体徴収により山口県道路公社が宇部東料金所、嘉川・由良料金所にて行ってきたが、山口宇部道路が2012年3月28日をもって無料開放され両料金所が廃止されたことから、この区間の料金を収受する施設として西日本高速道路（NEXCO西日本）によって新設された。

## 歴史
- 2012年（平成24年）3月28日：当料金所の運用を開始[1]。

## 料金所施設
- ブース数：4

### 上り線（下関方面）
- ブース数：2
  - ETC専用：1
  - 一般：1

### 下り線（宇部方面）
- ブース数：2
  - ETC専用：1
  - 一般：1

## 隣
E2 山陽自動車道（宇部下関線）
(42) 宇部JCT - 宇部TB - (43) 宇部IC